# Våmhusmål
Våmhusmål talas i Våmhus socken i Dalarna och kan insorteras under dalmål. Huruvida dalmål/våmhusmål är att betrakta som språk eller dialekter är omdiskuterat precis som frågan huruvida de finns i skriven form eller enbart i tal. Klart är däremot att våmhusmål skiljer sig från svenskan och har bevarat mer av gamla ord och uttryck än vad som är fallet i övriga Sverige. Grammatiken är också delvis en annan än den svenska. Tack vare att Våmhus länge varit en relativt isolerad bygd har det gamla målet levt kvar i större utsträckning än på många andra platser i Dalarna och brukas alltjämt flitigt av den äldre generationen på orten.

## Ljudlära
Våmhusmålets utveckling har i stort sett gått samma väg som älvdalska vilket kan märkas bland bevarade nasalvokaler, bortfall av olika konsonanter, diftonger och så vidare.

### Vokaler
De fornnordiska diftongerna au (lauf), ei (heim) och ey (reyk) har blivit till o, iä och ä som i lov ’löv’, iem ’hem’ och räk ’rök’. Dessutom har fornnordiska í, ó, ý och œ blivit till ai, uo, åy och yö som orden ais ’is’, buok ’bok’, knåyta ’knyta’ och gryön ’grön’ utvisar.
 Diftongen yö används även för äldre jú och jó; flyöga ’flyga’ och bryöta ’bryta’, men däremot stsöta ’skjuta’.
Framför [ld], [ll] och [lt] blir [a] till [o] som i ollda ’hålla’, oldri ’aldrig’, solt ’salt’, olta ’halta’ m.fl. Dessutom blir [a] till [ɔ] när [l] har försvunnit, som i kåv ’kalv’, åv ’halv’, måm ’malm’ och tåg ’talg’.

#### Nasalvokaler
Det speciella för främst våmhusmål och älvdalsmål är nasalvokalerna i ord som gą̊s ’gås’, sjǫ̈ ’se’, ą̊ ’hon’, ką̈sa ’andas häftigt’.

### Konsonanter
Likt de andra ovansiljanmålen (utom oremålet) har våmhusmålet tappat [h] i alla ställningar och [l] framför [g k m p v]. Dessa bortfall kan märkas i bland annat tåg ’talg’, fuok ’folk’, åm ’halm’, stuope ’stolpe’ och kåv ’kalv’.
Förmjukning sker av g och k, som blir till ds och ts eller dj och tj ibland , framför äldre främre vokaler och får bland annat orden dsiet ’get’ (< fn. geit), tsyr ’ko’ (< fn. kýr) och djära ’göra’ (< fn. gøra).

### Ortografi
Det finns ingen standardiserad ortografi utan man har använt och anpassat det svenska alfabetet efter eget tycke. De vanligaste anpassningarna i Womus'n har varit att låta ⟨u⟩ eller ⟨w⟩ stå för ljudet [w] samt ⟨tj⟩/⟨ts⟩ och ⟨dj⟩/⟨ds⟩ för de två affrikatorna [tɕ] respektive [dʑ]. (Se språkprovet från 1992 nedan.)
Under 90-talet började man använda allt fler specialtecken: I översättningen av Mormors katt 1995 användes ⟨ð⟩ för [ð], ⟨dʒ⟩ för [dʑ] och streck ovanför vokaler (t.ex. ⟨ā⟩) för att markera nasalitet. Lång vokal markerades med kolon (t.ex. ⟨a:⟩). (Se språkprovet från 1995 nedan.)
Denna stavning används till stor del i Womus'n men undviks ibland av tekniska skäl. På Våmhus pensionärsförenings hemsida används t.ex. kursiv stil för att markera nasalitet och ⟨dʒ⟩ ersätts av ⟨d3⟩ – alltså en nedsänkt trea.

## Bevarande
Våmhusbon Bertil Ask utgav 1999 en ordlista och kortfattad grammatik över våmhusmålet med en tillhörande CD med uttalsanvisningar.

## Språkprov

### Womus'n (1992)
| Våmhusmål | Itta wa uppå doda tidi ä want so wanlit min cykla. Ä wa tuär kullur frå upi landi so skulld atå banu ien lovdaskueld. Men diem addn't inga cykla. Men bettä cykellos än rådlos tainkt diem. So diem lånäd noga errcykla o tramped iweg. O ed djick fel bra. Men diem wild int åk ända fram atå banu så diem evd että cykla framfe Konsum o djick dafrå.                                                       |
| Svenska   | Detta var på den tiden då det inte var så vanligt med cyklar. Det var två flickor (från norra delen av Våmhus?) som skulle till dansbanan en lördagskväll. Men de hade inga cyklar. Men ”bättre cykellösa än rådlösa”, tänkte de. Så de lånade några herrcyklar och trampade iväg, och det gick bra. Men de ville inte åka ändra fram till dansbanan så de ställde cyklarna framför Konsum och gick därifrån. |

### Mormoräs missä (1995)
Här markeras nasalvokal med ett streck ovanför och lång vokal med ett kolon efter vokalen.
| Våmhusmål | ”Män oj, oj, oj, ukin jenn wisäl!” sadd Mormor fuost gaundsin å̄ så Missä. Ä wa jenn morgun tras että jö:lī. Ä wa rässklit kollt o ä add snitt undä nå:tī. Mormor wa å weg aut että wi:ðn, då å fick siö jena magra kattu, so såt upå̄ erbärstinnä. Ä wa änä å̄ kolld fe ”wisäl”. Kattā så å̄ kelindsi so kam o dʒick yvy gardn. Å̄ taintsäd: ”Ir å̄ falln truo? Ä i naug best te pass si!” Mormor stelld frå̄ si wiðåkordsin o byrd o tålå wið Missä: ”Ska ðun´nt kumå jöt so i få̄ klå ði? Uff u kollt ä i:! Fryös ðu´nt? I ðu ungrun kanstsi?”                                                                                       |
| Svenska   | ”Men oj, oj, oj, vilken eländig stackare!” sade Mormor första gången hon såg Misse. Det var en morgon strax efter jul. Det var väldigt kallt och det hade snöat under natten. Mormor var på väg ut efter ved, och det var då hon fick se en förskräckligt mager katt, som satt på härbresbron. Det var den hon kallade ”stackare”. Katten tittade på gumman som kom gående över gården. Den tänkte: ”Är hon farlig tro? Det är nog bäst att passa sig!” Mormor ställde från sig vedkorgen och började tala med Misse: ”Ska du inte komma hit så att jag får klia dig? Usch så kallt det är! Fryser du inte? Är du hungrig tro?” |